# Chlorodrepana rothi
Chlorodrepana rothi là một loài bướm đêm trong họ Geometridae.